# 모고로
모고로(Mogoro)는 사르데냐어로 모구루(Mòguru)라고 불리며, 이탈리아 사르데냐 주 오리스타노도에 위치한 코무네이다. 칼리아리에서 북서쪽으로 약 60 킬로미터 (37 mi), 오리스타노에서 남동쪽으로 약 30 킬로미터 (19 mi) 떨어져 있다.
모고로는 콜리나스, 곤노스트라마차, 마술라스, 파빌로니스, 산니콜로다르치다노, 사르다라, 우라스와 접해 있다. 명소로는 14세기 초에 지어진 로마네스크 건축-고딕 건축 양식의 카르미네 교회와 산탄티오코 교회가 있다.

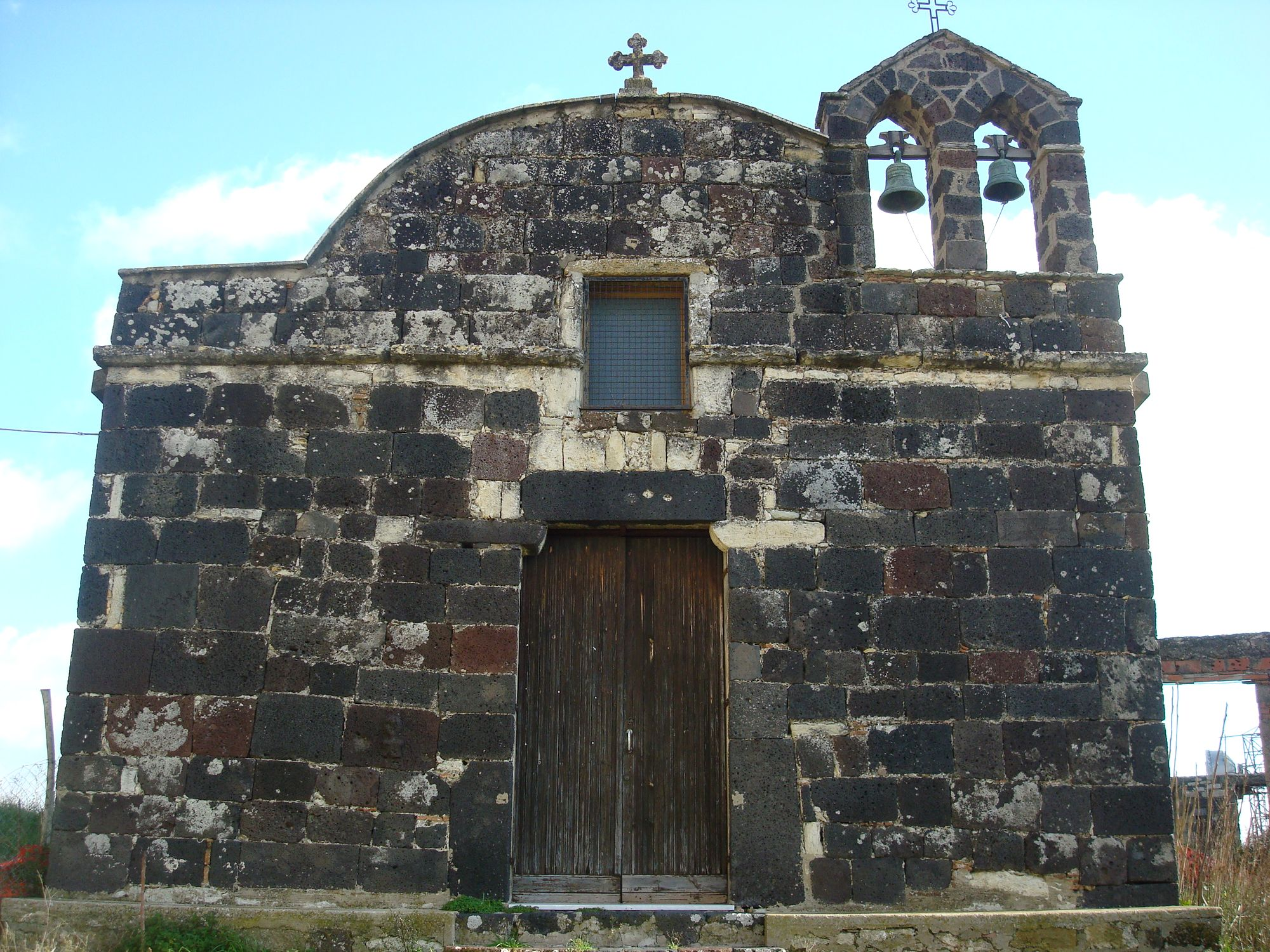
산탄티오코 교회